# Gonzalo Jiménez de Quesada
Gonzalo Jiménez de Quesada (Granada, 1509 – Mariquita, 16 febbraio 1579) è stato un esploratore spagnolo in Colombia. In molte delle sue imprese riuscì a guadagnare grandi quantità di oro e smeraldi, ma concluse la sua carriera in modo disastroso, tanto che in molti lo hanno visto come modello ispiratore per Miguel de Cervantes nella creazione del personaggio di Don Chisciotte della Mancia.

## Biografia
Avvocato in formazione venne nominato primo giudice della colonia di Santa Marta (sul litorale del nord della Colombia), dove arrivò nel 1535 con la flotta di Pedro Fernández de Lugo. Nel 1536 venne incaricato da de Lugo di comandare una spedizione per esplorare le terre interne della Colombia. Ad accompagnare Quesada nella spedizione vi erano Hernán Pérez de Quesada (suo fratello), Juan il San Martín, Juan del Junco (secondo in comando) e Lázaro Fonte. Partito verso il sud di Santa Marta, attraversato il fiume Cesar, arrivò a Tamalameque sul fiume Magdalena. 
Inoltre una flotta di sostegno di 6 (o 5) navi era partita da Santa Marta con 800 uomini per risalire il fiume Magdalena. Soltanto due dei vascelli arrivarono realmente a Tamalameque e successivamente ripartirono per Santa Marta con molti degli uomini di Quesada. 
Continuando a risalire il fiume Magdalena fino alla La Tora (Barrancabermeja), Quesada e i suoi uomini risalirono il fiume Opon alle soglie delle catene montuose, raggiungendo le colline Opon in Chipatá (vicino a Vélez) nel marzo 1537, e proseguirono nella valle del fiume Suárez. 
Oltrepassando il lago Fúquene e il lago Suesca, Quesada raggiunse il Nemoncón e Zipaquirá, dove giunse con soli 166 uomini vivi (600 erano periti durante il viaggio). Da là entrarono nelle terre del re di Bocota (nel luogo dell'attuale Bogotà). 
Cambiarono il nome di Bacata (la città principale) in Santa Fé de Bogotá e attaccarono Tunja. Quesada rimase nella regione fino all'arrivo delle spedizioni di Sebastián de Belalcázar dall'Ecuador e Nikolaus Federmann dal Venezuela nel 1539. I tre generali acconsentirono alla rifondazione della capitale e subito presentarono i loro reclami territoriali sui rivali all'arbitrato dei superiori. Da Cartagena (Colombia) partirono per la Spagna, dove Quesada fece pressione avere il titolo di governatore. Le richieste furono un insuccesso e il governo di Popayán fu affidato a Belalcázar; Quesada vi fece ritorno nel 1549 con il titolo onorifico di Governatore di El Dorado. 
Nel 1568, all'età di sessant'anni, Quesada ricevette l'incarico di conquistare Los Llanos, a est della catena montuosa colombiana. Da Bogotà, nell'aprile 1569, con 400 spagnoli, 1500 nativi, 1100 cavalli e 8 preti, in primo luogo discese a Mesetas sul corso superiore del fiume Guejar. La maggior parte del bestiame venne distrutto da un incendio.
Quesada raggiunse finalmente San Fernando de Atabapo alla confluenza del Guaviare e dell'Orinoco (nel dicembre 1571). A quel punto ogni nuovo movimento richiedeva la costruzione di navi. Quindi decise di ritornare a Bogotà, dove giunse nel dicembre 1572 con soltanto 64 spagnoli, 4 nativi, 18 cavalli e 2 preti. La spedizione era stata uno dei disastri più costosi della storia delle colonizzazioni e dopo un breve periodo di servizio in un reparto di frontiera, si ritirò a Huesca (Spagna) con quello che aveva potuto salvare della sua fortuna. Morì a Mariquita nel 1579 e il suo corpo fu sepolto nella cattedrale di Bogotà.